# Halberstädter Straße 129

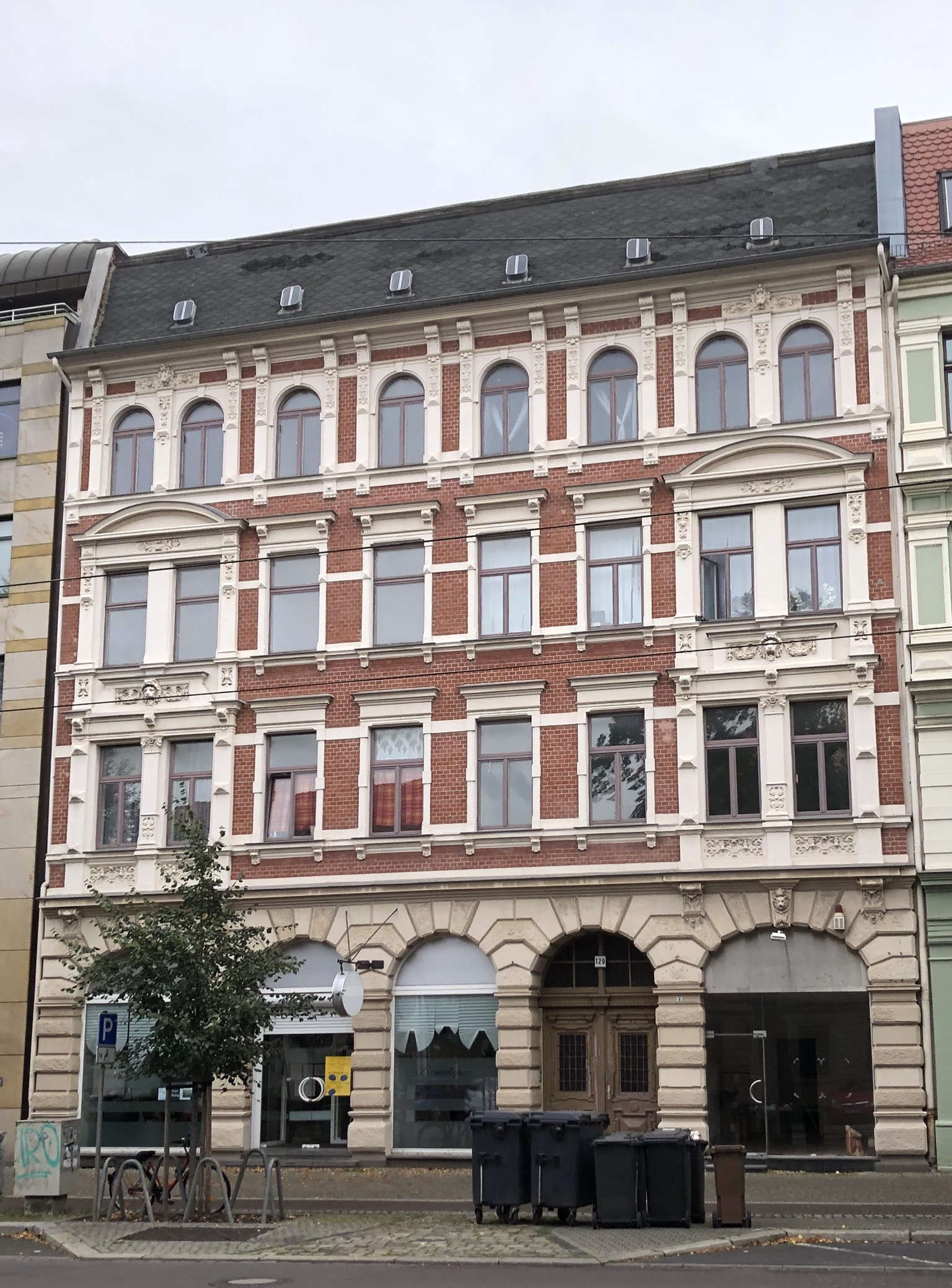
Haus Halberstädter Straße 129 im Jahr 2020

Das Gebäude Halberstädter Straße 129 ist ein denkmalgeschütztes Wohn- und Geschäftshaus im Magdeburger Stadtteil Sudenburg in Sachsen-Anhalt.

## Lage
Es befindet sich auf der Südseite der Halberstädter Straße. Unmittelbar westlich schließt sich das gleichfalls denkmalgeschützte Haus Halberstädter Straße 131 an.

## Architektur
Das viergeschossige Haus entstand in den 1880er Jahren. Es wurde repräsentativ im Stil der Neorenaissance errichtet. An der achtachsigen Fassade befindet sich im Erdgeschoss eine Rustizierung. Die Fenster- und Toröffnungen sind dort in Form von Korb- und Rundbögen gestaltet. Die äußeren beiden Achsen sind jeweils durch einen Segmentbogengiebel oberhalb der Fensteröffnungen des zweiten Obergeschosses zusammengefasst. Außerdem bestehen dort Pilaster und mit Stuck gestaltete Brüstungsfelder. Die Fensteröffnungen des dritten Obergeschosses sind als Rundbögen mit Pilastern ausgeführt. 
Im örtlichen Denkmalverzeichnis ist das Wohn- und Geschäftshaus unter der Erfassungsnummer 094 81982 als Baudenkmal verzeichnet.
Das Gebäude gilt als städtebaulich bedeutend und wichtiger Teil des noch weitgehend erhalten geblieben gründerzeitlichen Straßenzuges.

## Geschichte
Das Grundstück trug ursprünglich einmal die Hausnummer 52. In der Zeit um 1860 befand sich auf dem Gelände eine von einem von Herrn Senst betriebene Bierhalle, später, etwa ab 1870 war der Wirt Plümecke Eigentümer. Für das Jahr 1884 ist ein Antrag der damals auf der gegenüber liegenden Straßenseite befindlichen Maschinenfabrik und Eisengießerei überliefert, auf dem Areal eine Produktion von Dampfkesseln und Blechbehältnissen einzurichten. Die Ausführung dieser Pläne ist unbekannt. Schon 1886 beantragte jedoch Tischlermeister Bremer eine Baugenehmigung für ein Wohnhaus samt Werkstatt. Es entstand das noch heute bestehende Gebäude. Zur Straße hin bestand ein Restaurant sowie ein Ladengeschäft. Als Eigentümer folgte Richard Esche nach, der im Jahr 1902 Umbauten vornahm und rückseitig einen Saal mit Platz für 156 Gäste anbaute. 
Im Jahr 1920 übernahm Ernst Silbermann das Objekt. Er betrieb die Gaststätte als Sudenburger Bierhalle weiter. Er beantragte und erhielt 1925 die Erlaubnis auch Theater- und Zirkusveranstaltungen durchzuführen und öffentliche Veranstaltungsräume vorzuhalten. 1932 erfolgte auch die Genehmigung von Kinobetrieb. Im Haus befand sich darüber hinaus auch die Werkstatt und das Stofflager des Schneidermeisters Karl Hartmann.
Nach dem Zweiten Weltkrieg wurde die Gastwirtschaft vom Wirt P. Kleemann betrieben. Im Laden war über viele Jahre ein Geschäft für Radio und Elektro untergebracht. 